# Mau5trap
mau5trap (prononcé "mouse trap") est un label discographique canadien basé à Toronto. Le label a été fondé en 2007 par l'artiste canadien Joel Zimmerman, plus connu sous le nom de deadmau5.
En juin 2013, mau5trap a fondé un partenariat avec Capitol Records, une filiale d'Universal Music Group.

## Membres
Membres actuels
- deadmau5 (fondateur)
- Anakim
- ATTLAS
- BlackGummy
- Blue Mora
- BUDD
- Colleen d'Agostino
- DJ Aero
- DkA
- Dom Kane
- Draft
- Dusty Kid
- Eekkoo
- EDDIE
- Enzo Bennet
- Fehrplay
- Foreign Beggars
- Gallya
- Ghost Dance
- HEYZ
- HolyU
- Hot Mouth
- Julian Gray
- Le Castle Vania
- Mark MacKenzie
- Matt Lange
- Michael Woods
- Monstergetdown
- Neus
- No Fone
- No Mana
- Nom De Strip
- Notaker
- Ocula
- Oliver Winters
- REZZ
- Rhett
- Rinzen
- Tinlicker
- Tommy Lee
- Tommy Trash
- Sysdemes

Anciens membres
- Adam Shaw
- Chris Lake
- Excision
- i_o (décédé)
- Feed Me
- Foreign Beggars
- Gleen Morrison
- Moguai
- Noisia
- Raized By Wolves
- Skrillex
- Steve Duda
- Sydney Blu